# Lucika Lucika
Lucika Lucika (リューシカ・リューシカ, Ryushika Ryushika) est un shōnen manga en couleur créé par Yoshitoshi ABe. Il est prépublié dans le magazine Gangan Online entre octobre 2009 et juin 2015 et publié en volumes reliés par l'éditeur Square Enix entre juin 2010 et août 2015. La version française est éditée par Ki-oon entre octobre 2013 et novembre 2016 dans la collection « Kids ».

## Synopsis
Lucika est une petite fille qui prend « le monde comme terrain de jeux ». Dans chaque livre, les histoires sont différentes et ne se suivent pas, même si les personnages restent les mêmes[réf. nécessaire].

## Personnages
Lucika (リューシカ, Ryushika) (Kimika Kayahashi)
Personnage principal, petite fille originale et drôle. Ses ainés ne la comprennent pas toujours, son imagination les dépassant.
Masaru Kayahashi (アニー)
Grand frère de Lucika, que cette dernière surnomme « Marou », malgré le fait que celui-ci ne veuille pas de ce surnom. C'est souvent le traducteur de tous les délires de Lucika. Il adore les jeux vidéo, et désapprouve souvent ses sœurs.
Yukiko Kayahashi (あーねーちゃん)
Grande sœur de Lucika, que cette dernière surnomme « Yukiki », malgré le fait que celle-ci ne veuille pas de ce surnom. Elle ne comprend pas toujours les drôles d'idées de Lucika. C'est une lycéenne tête en l'air, qui fait malgré tout régner l'ordre dans la maison.
Paa (お父さん) et Maa (お母さん)
Parents de Lucika (Paa=Papa, Man=Maman). Lucika les surnomme ainsi car elle trouve que c'est plus court à dire. Elle ne les voit presque jamais car ils travaillent tout le temps.
Hamlet
Hamlet est le caméléon de Masaru, qui au début faisait peur à la jeune héroïne, mais qui finalement, la fascine plus qu'autre chose. Lucika pensait au début que Masaru rapportait un hamster, ce pourquoi elle l'a appelé Hamlet.
Sumiko Nekoya (猫矢 隅子)
Voisine de Lucika, adolescente et blasée, qui s'efforce d'être gentille.

## Manga

### Liste des volumes
| no | Japonais          | Japonais          | Français          | Français          |
| no | Date de sortie    | ISBN              | Date de sortie    | ISBN              |
| --- | ----------------- | ----------------- | ----------------- | ----------------- |
| 1 | 22 juin 2010      | 978-4-7575-2908-3 | 24 octobre 2013   | 978-2-35592-588-7 |
| Liste des chapitres : - 1. Un, deux, trois… Soleil ! - 2. Toi, là-bas ! - 3. Je peux entrer dans ta hotte ? - 4. Ce que tout le monde regarde - 5. Addition et soustraction - 6. L'objet tombé du ciel - 7. Ombres mouvantes dans les ténèbres |                   |                   |                   |                   |
| 2 | 21 mai 2011       | 978-4-7575-3231-1 | 12 décembre 2013  | 978-2-35592-610-5 |
| 3 | 22 novembre 2011  | 978-4-7575-3415-5 | 13 février 2014   | 978-2-35592-632-7 |
| 4 | 22 mars 2012      | 978-4-7575-3524-4 | 24 avril 2014     | 978-2-35592-665-5 |
| 5 | 22 octobre 2012   | 978-4-7575-3730-9 | 1er juin 2014     | 978-2-35592-685-3 |
| 6 | 22 avril 2013     | 978-4-7575-3941-9 | 25 septembre 2014 | 978-2-35592-728-7 |
| 7 | 21 septembre 2013 | 978-4-7575-4063-7 | 11 décembre 2014  | 978-2-35592-753-9 |
| 8 | 22 avril 2014     | 978-4-7575-4244-0 | 26 mars 2015      | 978-2-35592-795-9 |
| 9 | 20 mars 2015      | 978-4-7575-4445-1 | 27 août 2015      | 978-2-35592-857-4 |
| 10 | 22 août 2015      | 978-4-7575-4712-4 | 24 novembre 2016  | 978-2-35592-921-2 |

### Édition japonaise
Square Enix
1. 1 2   (ja) « Tome 1 ».
2. 1 2   (ja) « Tome 2 ».
3. 1 2   (ja) « Tome 3 ».
4. 1 2   (ja) « Tome 4 ».
5. 1 2   (ja) « Tome 5 ».
6. 1 2   (ja) « Tome 6 ».
7. 1 2   (ja) « Tome 7 ».
8. 1 2   (ja) « Tome 8 ».
9. 1 2   (ja) « Tome 9 ».
10. 1 2   (ja) « Tome 10 ».

### Édition française
Ki-oon
1. 1 2   (fr) « Tome 1 ».
2. 1 2   (fr) « Tome 2 ».
3. 1 2   (fr) « Tome 3 ».
4. 1 2   (fr) « Tome 4 ».
5. 1 2   (fr) « Tome 5 ».
6. 1 2   (fr) « Tome 6 ».
7. 1 2   (fr) « Tome 7 ».
8. 1 2   (fr) « Tome 8 ».
9. 1 2   (fr) « Tome 9 ».
10. 1 2   (fr) « Tome 10 ».